# Joute oratoire
Les joutes oratoires étaient depuis le Moyen Âge, principalement dans les régions méditerranéennes, des spectacles rituels et improvisés par des jouteurs se livrant un duel, souvent en vers.

## Présentation
Ce type d'affrontement théâtral, proche des tensons occitanes (poèmes dialogués des troubadours), se retrouve autant dans le sud de la France qu'au Portugal, ou en Kabylie.
Aujourd'hui, ce type de spectacle se retrouve musicalement dans les duels de tchatche des Fabulous Trobadors, et deux autres groupes de l'association Escambiar, Estéla dou Coqe et les Nouveaux Cantadors et théâtralement dans les divers spectacles de match d'improvisation. Jacques Jouet a également modernisé la joute oratoire dans sa pièce Les z'hurleurs.
Les joutes théâtrales désignent également les Dionysies du théâtre grec antique.
Le rap et ses influences ont permis l'émergence d'un nouveau style de joute verbale, le battle rap a cappella, issu du rap lui-même avec des compétitions comme les Rap Contenders en France.